# Корак, Борис Яковлевич
Бори́с Я́ковлевич Ко́рак (1892, Ясинево — не ранее 1969 года, место смерти неизвестно) — участник Гражданской войны в России, организатор советского кинопроизводства, торговый агент Наркомвнешторга СССР, редактор, издатель. В 1920—1930-х годах корреспондент К. Э. Циолковского.

## Биография
Родился в 1892 году в селе Ясинево Подольской губернии (ныне — Одесская область Украины) в семье землевладельца. Работал с двенадцати лет переплётчиком. Окончил одноклассную школу, трёхгодичное училище и первый курс факультета общественных наук МГУ. Член РСДРП(б) с мая 1917 года.
В 1917—1918 годах — член правления Союза печатников в Одессе. В 1918 году — председатель парткома Уездного продовольственного комитета Феодосии, позднее —  секретарь Балтского уездного комитета КП(б) Украины, в 1920 году — секретарь парткома Уездного продовольственного комитета в Сквире, член президиума Совета народного хозяйства Каменец-Подольского уезда.
С мая 1920 года — в рядах РККА. Служил рядовым в 367-м стрелковом полку; начальником административно-хозяйственного отдела (в Ямполе), секретарём редакции политотдела 41 стрелковой дивизии 14 армии. Позднее — начальник редакционно-издательского отдела, начальник административно-хозяйственного отдела Политуправления Киевского военного округа.
В 1922—1924 годах — начальник отдела снабжения Политуправления (ПУР), директор-распорядитель и член правления Объединения хозяйственных предприятий ПУРа «Красная звезда» Реввоенсовета СССР, руководил хозяйственно-коммерческой деятельностью Фотокинобюро ПУРа (с 1926 года — Госвоенкино).
В 1924—1925 годах — член правления, коммерческий директор АО «Пролеткино». Руководил съёмками ряда культурфильмов, был редактором документального фильма «Делегация английских тред-юнионов в СССР» (1925).
В 1925—1926 годах — торговый агент Наркомвнешторга СССР (НКВТ) в Мешхеде. В 1926—1928 годах — начальник экспортно-импортного отдела Уполномоченного НКВТ СССР в Средней Азии (по другим сведениям начальник экспортно-импортного отдела Наркомторга Узбекской ССР). В 1928 году — заместитель председателя окружного исполкома в Ташаузе. В 1929—1931 годах — торговый агент Наркомвнешторга СССР в Мазари-Шарифе (по другим сведения одновременно являлся Генеральным консулом СССР в Мазари-Шарифе). В январе 1932 года вернулся в СССР. В 1934 году работал в Объединении технического экспорта «Техноэкспорт» Наркомвнешторга СССР.
В 1935—1938 годах — уполномоченный Наркомвнешторга СССР в Иране.
Непосредственно перед арестом работал заведующим торговым отделом Медгиза Наркомздрава СССР. Арестован 12 октября 1939 года, был обвинён в участии в антисоветской правотроцкистской организации, осуждён по статьям 58-7 и 58-11 УК РСФСР к 20 годам ИТЛ. Наказание отбывал в 5-м отдельном лагерном пункте Минлага в Инте.
Вёл переписку с К. Э. Циолковским по проблемам космических исследований, в дни юбилейных торжеств в октябре 1932 года прислал учёному персональное поздравление. Неоднократно обращался к А. В. Луначарскому о необходимости поддержки научной деятельности Циолковского, в августе 1929 года в своем письме Луначарскому обосновал проект создания института по изучению проблем межпланетного сообщения.
Место и дата смерти неизвестны. В фондах Научно-исследовательского отдела рукописей Российской государственной библиотеки хранится его письмо К. И. Чуковскому, датированное февралём 1955 года, в фондах Государственного музея истории космонавтики имени К. Э. Циолковского — воспоминания о беседах с А. В. Луначарским о К. Э. Циолковском и переписке с учёным (период создания: ноябрь 1966 — март 1969).